# Équipe d'Allemagne masculine de basket-ball en fauteuil roulant
Actualités
L’équipe d'Allemagne de handibasket est la sélection qui représente l'Allemagne dans les compétitions majeures de basket-ball en fauteuil roulant.

## Histoire

### Composition de l'équipe d'Allemagne (pour les CM 2014)
La sélection allemande 2014, :
| Num. | Nom                | Handicap | Club                         |
| ---- | ------------------ | -------- | ---------------------------- |
| 4    | Bjoern Lohmann     | 1.0      | RSV Lahn-Dill                |
| 5    | Thomas Becker      | 4.5      | Mainhatten Skywheelers       |
| 6    | Matthias Heimbach  | 1.0      | FCK Rolling Devils           |
| 7    | Christopher Huber  | 1.0      | RSV Lahn-Dill                |
| 8    | Andre Bienek       | 3.0      | Briantea84 Cantù             |
| 9    | Kai Moeller        | 3.0      | RSC Rollis Zwickau           |
| 10   | Marco Zwerger      | 2.5      | RSV Lahn-Dill                |
| 11   | Dirk Passiwan      | 4.5      | Goldmann Dolphins Trier      |
| 12   | Jens-Eike Albrecht | 2.5      | Oettinger RSB Team Thüringen |
| 13   | Jan Haller         | 2.0      | RSV Lahn-Dill                |
| 14   | Thomas Boehme      | 3.0      | RSV Lahn-Dill                |
| 15   | Felix Schell       | 4.0      | RSV Lahn-Dill                |

- Entraîneur : Nicolai Zeltinger
- Assistant-Entraîneur : Ralf Neumann
- Team Manager : Christoph Küffner
- Mécanicien : Tim Plaß
- Physio : Bärbel Börgel

## Palmarès

### Parcours paralympique
L'équipe d'Allemagne a participé à cinq éditions des Jeux paralympiques, avec une finale à son actif.
- 1992 :  Médaillée d'argent à  Barcelone
- 1996 : Non qualifiée
- 2000 : 8e place à  Sydney
- 2004 : 5e place à  Athènes
- 2008 : 6e place à  Pékin
- 2012 : 5e place à  Londres
- 2016 : 8e place à  Rio de Janeiro
- 2020 : 7e place à  Tokyo
- 2024 :  Médaillée de bronze à  Paris

### Palmarès aux Championnats du Monde
L'équipe d'Allemagne a participé à trois éditions, en 1994, 2002 et 2014.
- 1994 : 9e place à  Edmonton
- 1998 : Non qualifiée
- 2002 : 5e place à  Kitakyushu
- 2006 : Non qualifiée
- 2010 : Non qualifiée
- 2014 : 11e place à  Incheon[4]
- 2018 : 13e place à  Hambourg
- 2022 : 8e place à  Dubaï

### Palmarès européen

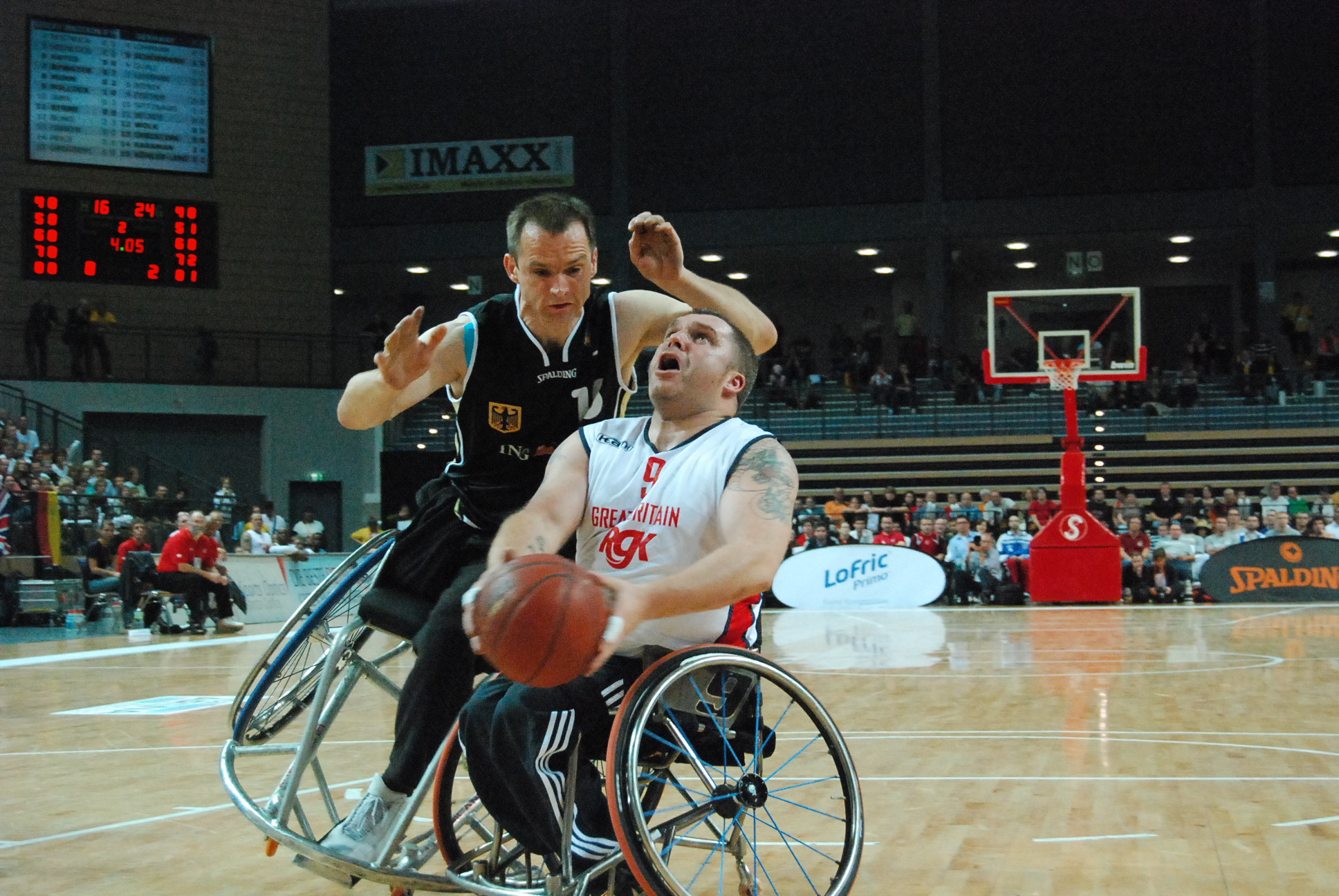
Demi-finale contre la Grande-Bretagne à l'Eurobasket 2007

L'Allemagne n'a encore jamais été titrée.
- 1989 :  Médaillée de bronze aux Championnats d'Europe à  Charleville-Mézières
- 1999 :  Médaillée d'argent aux Championnats d'Europe à  Roermond
- 2001 :  Médaillée de bronze aux Championnats d'Europe à  Amsterdam
- 2003 : 5e place à  Porto Torres-Sassari
- 2005 : 8e place à  Paris
- 2007 :  Médaillée de bronze aux Championnats d'Europe à  Wetzlar
- 2009 : 6e place à  Adana
- 2011 :  Médaillée d'argent aux Championnats d'Europe à  Nazareth
- 2013 : 6e place à  Francfort-sur-le-Main
- 2015 :  Médaillée de bronze à  Worcester
- 2017 :  Médaillée de bronze à  Adeje
- 2019 : 4e place à  Wałbrzych
- 2021 : 4e place à  Madrid[5]
- 2023 : 4e place à  Rotterdam

## Joueurs célèbres ou marquants
- Dirk Passiwan
- Aliaksandr Halouski
- Thomas Böhme